# Heftafel
Een heftafel is een grote krik waarop een complete motorfiets kan staan, zodat het sleutelen gemakkelijker gaat.
Voor monteurs is dit belangrijk omdat ze op die manier de werkhoogte zelf kunnen bepalen, hetgeen rugklachten vermindert.
Als heftafels daarnaast ook wielen hebben, kunnen ze verplaatst worden om meer ruimte te scheppen in de garage. 